# Domenick Lombardozzi
Domenick Lombardozzi (* 25. März 1976 in der Bronx, New York City, New York) ist ein US-amerikanischer Schauspieler, bekannt für seine Rolle als Detective Thomas „Herc“ Hauk in der HBO-Serie The Wire.

## Leben
Lombardozzi tritt seit 1993 als Schauspieler in Erscheinung. Sein Schaffen umfasst mehr als 70 Film- und Fernsehproduktionen. Er wird oft für Polizeirollen gecastet. So spielte er von 2011 bis 2012 eine der beiden Hauptrollen in Breakout Kings. Zuvor war er von 2002 bis 2008 in The Wire, ebenfalls als Polizist, zu sehen. Er lebt in Westchester County.

## Filmografie (Auswahl)
- 1993: In den Straßen der Bronx (A Bronx Tale)
- 1999: Law & Order (Fernsehserie, Episode 9x21)
- 1999: Aus Liebe zum Spiel (For Love of the Game)
- 2000: The Yards – Im Hinterhof der Macht (The Yards)
- 2000: Oz – Hölle hinter Gittern (Oz, Fernsehserie, 2 Episoden)
- 2001: 61*
- 2001: New York Cops – NYPD Blue (NYPD Blue, Fernsehserie, Episode 9x02)
- 2001: Third Watch – Einsatz am Limit (Third Watch, Fernsehserie, Episode 3x07)
- 2001: Kate & Leopold
- 2002: Nicht auflegen! (Phone Booth)
- 2002–2008: The Wire (Fernsehserie, 51 Episoden)
- 2003: S.W.A.T. – Die Spezialeinheit (S.W.A.T.)
- 2006: Miami Vice
- 2006, 2008: Entourage (Fernsehserie, 3 Episoden)
- 2010: 24 (Fernsehserie, Episode 3x08)
- 2010: Bored to Death (Fernsehserie, Episode 2x03)
- 2011–2012: Breakout Kings (Fernsehserie, 23 Episoden)
- 2013: Blood Ties
- 2013–2014: Boardwalk Empire (Fernsehserie, 13 Episoden)
- 2014: The Gambler
- 2015: Marvel’s Daredevil (Fernsehserie, Episode 1x08)
- 2015: Bridge of Spies – Der Unterhändler (Bridge of Spies)
- 2015–2017: Rosewood (Fernsehserie)
- 2015, 2017: Sneaky Pete (Fernsehserie)
- 2018–2019: Power (Fernsehserie, 5 Episoden)
- 2018–2019: Ray Donovan (Fernsehserie, 10 Episoden)
- 2018–2019, 2022: Magnum P.I. (Fernsehserie, 5 Episoden)
- 2019: Hard Powder (Cold Pursuit)
- 2019: Yellowstone (Fernsehserie, 1 Episode)
- 2019: The Irishman
- 2019: The Deuce (Fernsehserie, 5 Episoden)
- 2020: The King of Staten Island
- 2020–2021: Billions (Fernsehserie, 2 Episoden)
- 2021: Boogie
- 2022: The Marvelous Mrs. Maisel (Fernsehserie, 1 Episode)
- 2022: Zeiten des Umbruchs (Armageddon Time)
- 2022: We Own This City (Miniserie, Episode 1x03)
- seit 2022: Tulsa King (Fernsehserie, 10 Episoden)
- 2023: Reptile
- 2023: Reacher (Fernsehserie, 6 Episoden)